# U-227
| U-227                      | U-227 | U-227 |
| -------------------------- | --- | --- |
|                            | | |
|                            | | |
| U-278, подібний до U-227   | | |
| Під прапором               | Третій Рейх | Третій Рейх |
| Спуск на воду              | 30 липня 1942 року                                                                                                 | 30 липня 1942 року                                                                                                 |
| Виведений зі складу флоту  | 22 серпня 1942 року                                                                                                | 22 серпня 1942 року                                                                                                |
| Сучасний статус            | 30 квітня 1943 року затоплений австралійським бомбардувальником «Гемпден»                                          | 30 квітня 1943 року затоплений австралійським бомбардувальником «Гемпден»                                          |
| Проєкт                     | | |
| Тип ПЧ                     | Торпедний ДПЧ | Торпедний ДПЧ |
| Розробник проєкту          | Friedrich Krupp Germaniawerft, Кіль                                                                                | Friedrich Krupp Germaniawerft, Кіль                                                                                |
| Вартість                   | 4 439 000 ℛℳ | 4 439 000 ℛℳ |
| Основні характеристики     | | |
| Швидкість (надводна)       | 17,9 вузла | 17,9 вузла |
| Швидкість (підводна)       | 8 вузлів | 8 вузлів |
| Робоча глибина занурення   | 100 м | 100 м |
| Гранична глибина занурення | 220 м | 220 м |
| Автономність плавання      | 135—174 км на швидкості 4 вузли (в підводному положенні) 11 470 км на швидкості 10 вузлів (у надводному положенні) | 135—174 км на швидкості 4 вузли (в підводному положенні) 11 470 км на швидкості 10 вузлів (у надводному положенні) |
| Екіпаж                     | 46 осіб | 46 осіб |
| Розміри                    | | |
| Довжина найбільша (по КВЛ) | 67,1 м | 67,1 м |
| Ширина корпусу найб.       | 6,2 м | 6,2 м |
| Висота                     | 9,6 м | 9,6 м |
| Середня осадка (по КВЛ)    | 4,74 м | 4,74 м |
| Водотоннажність надводна   | 769 т | 769 т |
| Озброєння                  | | |
| Артилерія                  | 1 × 88-мм палубна гармата SK C/35                                                                                  | 1 × 88-мм палубна гармата SK C/35                                                                                  |
| Торпедно- мінне озброєння  | 4 носових і один кормовий ТА. 14 торпед або 26 мін TMA або 39 мін TMB                                              | 4 носових і один кормовий ТА. 14 торпед або 26 мін TMA або 39 мін TMB                                              |
| ППО                        | 2 × 20-мм зенітних гармати FlaK 30 Flakvierling                                                                    | 2 × 20-мм зенітних гармати FlaK 30 Flakvierling                                                                    |

U-227 — німецький підводний човен типу VIIC, що входив до складу Військово-морських сил Третього Рейху за часів Другої світової війни. Закладений 8 листопада 1941 року на верфі Friedrich Krupp Germaniawerft у Кілі. Спущений на воду 30 липня 1942 року, а 22 серпня 1942 року корабель увійшов до складу ВМС нацистської Німеччини. Єдиним командиром човна був капітан-лейтенант Юрген Кунце.

## Історія служби
U-227 належав до німецьких підводних човнів типу VII C, найчисленнішого типу субмарин Третього Рейху, яких було випущено 703 одиниці. Увійшов до складу 5-ї навчальної флотилії, де проходив навчання до 1 січня 1943 року. Після завершення тренувань перейшов до 7-ї флотилії ПЧ Крігсмаріне. У квітні 1943 року підводний човен здійснив один бойовий похід в Атлантичний океан, під час якого не потопив та не пошкодив жодного судна чи корабля.
30 квітня 1943 року під час першого та єдиного бойового походу U-227 був виявлений австралійським бомбардувальником «Гемпден» північніше Фарерських островів та атакою глибинними бомбами був затоплений з усім екіпажем у 49 осіб.